# 芭比公主歷險記
《芭比公主歷險記》（英語：Barbie Princess Adventure）是一部2020年荷蘭兒童歌舞電腦動畫電影，芭比系列電影的第37部作品，由康拉德·希爾頓（Conrad Helten）執導。講述芭比在新王國結識了新朋友，在這場音樂冒險中與皇室成員交換了身份，對方是與自己外表相仿的艾美莉亞（Amelia）公主。電影2020年9月1日上線Netflix。

## 配音員
- 艾美莉卡·楊（英语：America Young）飾演芭比（Barbie）
- 艾莉卡·林貝克飾演艾美莉亞（Amelia）
- 卡珊德拉·李·莫里斯（英语：Cassandra Lee Morris）飾演史泰西（Stacie）
- 艾美莉亞·迪克（Amelia Diecker）飾演艾瑪（Emma）
- 克莉絲汀娜·米列其亞（Cristina Milizia）飾演泰瑞莎（英语：Teresa (Barbie)）
- 納奇亞·布瑞斯（英语：Nakia Burrise）飾演米勒校長（Principal Miller）
- 克絲汀·戴（Kirsten Day）飾演史皮爾（Skipper）
- 格雷格·秦飾演爸爸
- 麗莎·富森（英语：Lisa Fuson）飾演媽媽
- 瑞提什·拉詹（英语：Ritesh Rajan）飾演肯尼
- 奧吉·班克斯（英语：Ogie Banks）飾演尼德／泰德（Ned / Ted）
- 艾蒙·布倫南（Eamon Brennan）飾演泰瑞（Trey）
- 卡西迪·納貝爾（Cassidy Naber）飾演雀兒西（Chelsea）
- 愛瑪·愛黛兒·高爾文（Emma Adele Galvin）飾演黛西（Daisy）
- 塔拉·桑茲（英语：Tara Sands）飾演蘿絲·蘿絲（Rose Ross）

## 發行
《芭比公主歷險記》在全球2020年9月1日上線Netflix。2022年1月21日在中國院線上映，由中國電影集團公司引進，華夏電影發行有限責任公司發行，上海電影（集團）公司 上海電影譯製廠譯製。

## 外部連結
- 在Netflix上觀看《芭比公主歷險記》
- 互联网电影数据库（IMDb）上《芭比公主歷險記》的资料（英文）
- 豆瓣电影上《芭比公主歷險記》的資料 （简体中文）
- 爛番茄上《芭比公主歷險記》的資料（英文）